# Subaru Trezia
Subaru Trezia (яп. スバル・トレジア; хепбёрн Subaru Torejia) — субкомпактвэн японской компании Subaru, выпускавшийся с 2010 по 2016 год. Название произошло от английского слова treasure, означающего сокровище.

## Описание
Subaru Trezia, запущенный в производство 29 ноября 2010 года, являлся ребеджинговым вариантом Toyota Ractis. Автомобиль имеет уникальные бамперы, радиаторную решётку, капот, передние крылья, фары, задние фонари и линзы.
Subaru Trezia приводился в движение 1,3-литровым бензиновым двигателем 1NR-FE, 1,5-литровым бензиновым двигателем 1NZ-FE или же 1,4-литровым дизельным двигателем 1ND-TV. Коробка передач — бесступенчатая (для японского рынка), шестиступенчатая механическая или же шестиступенчатая полуавтоматическая. В январе 2011 года на Токийском автосалоне была представлена тюнингованная версия, получившая название «Trezia STI».
Кроме Японии, автомобиль продавался также в Европе с левым рулём. 10 мая 2016 года автомобиль был снят с производства.

## Технические характеристики
|                               | 1.33 Dual VVT-i                     | 1.4 D-4D                            |
| ----------------------------- | ----------------------------------- | ----------------------------------- |
| Тип двигателя                 | Бензиновый                          | Дизельный                           |
| Конфигурация                  | Рядный четырёхцилиндровый двигатель | Рядный четырёхцилиндровый двигатель |
| Топливная система             | Инжекторная система подачи топлива  | Common-Rail                         |
| Наддув                        | —                                   | Турбонаддув                         |
| Клапанов (клапанный механизм) | 16 (DOHC)                           | 8 (OHC)                             |
| Объём                         | 1329 см³                            | 1364 см³                            |
| Диаметр цилиндра × Ход поршня | 72,5 × 80,5 мм                      | 73 × 81,5 мм                        |
| Мощность при об/мин           | 73 кВт (99 л. с.) 6000              | 66 кВт (90 л. с.) 3800              |
| Крутящий момент при об/мин    | 125 Н·м 4000                        | 205 Н·м 1800—2800                   |
| Трансмиссия                   | 6-скор. МКПП                        | 6-скор. МКПП                        |
| Трансмиссия (опционально)     | Multidrive S                        | 6-скор. MultiMode                   |
| Максимальная скорость         | 170 км/ч (165 км/ч)                 | 175 км/ч (175 км/ч)                 |
| Разгон, 0—100 км/ч            | 13,3 сек. (13,7 сек.)               | 12,1 сек. (13,0 сек.)               |
| Объём бака                    | 42 л                                | 42 л                                |
| Расход топлива (л/100 км)     | 5,5—5,4 (5,2—5,0)                   | 4,3 (4,4)                           |
| Выбросы CO2 (г/км)            | 127—125 (120—117)                   | 113 (115)                           |

## Галерея
- Subaru Trezia STI (вид спереди)
- Subaru Trezia STI (вид сзади)
- Subaru Trezia 1.5i-S
- Интерьер